# Park Jeong-yang
Park Jeong-yang (hangeul : 박정양, hanja : 	朴定陽, 4 février 1841 – 15 décembre 1905), ou Bak Jeongyang, est un homme politique coréen de la période Joseon, qui fut brièvement premier ministre en 1895.

## Biographie
Membre du Club de l'indépendance et de l'association populaire commune (en), il est partisan de la modernisation de la Corée sous la dynastie Joseon et appartient lui-même au clan Bannam Park. Il est aussi le père du célèbre dramaturge coréen Park Seung-hui et est l'auteur de quelques livres.
Il est nommé ambassadeur aux États-Unis par le roi Gojong en 1887. Cette mission diplomatique se heurte à la forte opposition de la dynastie chinoise Qing, qui considère la Corée comme un État vassal. La Corée Joseon jouit de la souveraineté westphalienne (en) au moment de la mission diplomatique. Après de nombreuses années de conflit, Park est sanctionné et ostracisé. L'épisode est considéré comme représentatif du désir de la Corée d'une indépendance complète se heurtant au désir des Qing de maintenir les liens tributaires traditionnels, Park devenant victime de ce conflit.